# Черро-Веронезе
Черро-Веронезе (итал. Cerro Veronese) — коммуна в Италии, располагается в провинции Верона области Венеция.
Население составляет 2038 человек, плотность населения составляет 204 чел./км². Занимает площадь 10,17 км². Почтовый индекс — 37020. Телефонный код — 045.
Покровителем коммуны почитается святой Освальд, празднование 5 августа.